# Liste der Baudenkmale in Penzlin
In der Liste der Baudenkmale in Penzlin sind alle denkmalgeschützten Bauten der Stadt Penzlin (Mecklenburg-Vorpommern) und ihrer Ortsteile aufgelistet. Grundlage ist die Veröffentlichung der Denkmalliste des Landkreises Mecklenburgische Seenplatte (Auszug) vom 20. Januar 2017.

## Baudenkmale nach Ortsteilen

### Penzlin
| ID   | Lage                                         | Bezeichnung                                                                     | Beschreibung | Bild                                             |
| ---- | -------------------------------------------- | ------------------------------------------------------------------------------- | ------------ | ------------------------------------------------ |
| 582  | Alte Burg 1 (Karte)                          | Burg mit                                                                        |              | Weitere Bilder                                   |
| 582  |                                              | Burgmauerreste                                                                  |              |                                                  |
| 604  | Am Markt 1 (Karte)                           | St.-Nikolai-Kirche                                                              |              | Weitere Bilder                                   |
| 1156 | Am Markt 4 (Karte)                           | Wohn- u. Geschäftshaus (Giebelfassade zum Markt)                                |              | Wohn- u. Geschäftshaus (Giebelfassade zum Markt) |
| 571  | Am See                                       | Gedenkstätte für die im 1. und 2. Weltkrieg gefallenen Soldaten                 |              |                                                  |
| 572  | Am See                                       | Gedenkstätte für Bürgermeister Beyer                                            |              |                                                  |
| 573  |                                              | Spätmittelalterliche Wallanlage mit Resten der Stadtmauer                       |              |                                                  |
| 585  | Am Ziegelkamp (Karte)                        | jüdischer Friedhof mit 56 Grabsteinen                                           |              |                                                  |
| 574  | Bahnhofplatz 2 (Karte)                       | Bahnhof                                                                         |              | Bahnhof                                          |
| 576  | Bahnhofplatz 4 (Karte)                       | Post                                                                            |              | Post                                             |
| 575  | Bahnhofstraße 6 (Karte)                      | Wohn- u. Geschäftshaus                                                          |              |                                                  |
| 579  | Beyerplatz                                   | Gedenkstätte für die politisch Verfolgten des Nationalsozialismus (VdN)         |              |                                                  |
| 580  | Beyerplatz                                   | Gedenkstätte für das Ende der Befreiungskriege                                  |              |                                                  |
| 581  | Beyerplatz (Karte)                           | Kriegerdenkmal 1870/1871                                                        |              | Kriegerdenkmal 1870/1871                         |
| 577  | Beyerplatz 1                                 | Wohnhaus                                                                        |              |                                                  |
| 578  | Beyerplatz 4 (Karte)                         | Wohnhaus mit                                                                    |              | Wohnhaus mit                                     |
| 578  | Beyerplatz 4                                 | rückwärtige Bebauung                                                            |              |                                                  |
| 583  | Feldmark Richtung                            | Gedenkstein für die Aufhebung der Leibeigenschaft durch Ferdinand v. Maltzan    |              | Weitere Bilder                                   |
| 588  | Große Straße 20 (Karte)                      | Wohnhaus                                                                        |              | Wohnhaus                                         |
| 589  | Große Straße 21 (Karte)                      | Wohnhaus, straßenseitige Fassade                                                |              | Wohnhaus, straßenseitige Fassade                 |
| 590  | Große Straße 22 (Karte)                      | Wohnhaus                                                                        |              | Wohnhaus                                         |
| 591  | Große Straße 25 (Karte)                      | Wohn- u. Geschäftshaus                                                          |              | Wohn- u. Geschäftshaus                           |
| 592  | Große Straße 26 (Karte)                      | Speicher                                                                        |              |                                                  |
| 593  | Große Straße 27 (Karte)                      | Wohnhaus                                                                        |              | Wohnhaus                                         |
| 594  | Große Straße 28 (Karte)                      | Speicher                                                                        |              |                                                  |
| 595  | Große Straße 29 (Karte)                      | Wohnhaus mit                                                                    |              |                                                  |
| 595  | Große Straße 29                              | Speicher                                                                        |              |                                                  |
| 597  | Große Straße 35 (Karte)                      | Wohnhaus                                                                        |              | Wohnhaus                                         |
| 600  | Große Straße 48 (Karte)                      | Wohnhaus                                                                        |              |                                                  |
| 601  | Große Straße 51 (Karte)                      | Wohnhaus                                                                        |              |                                                  |
| 602  | Große Straße 52 (Karte)                      | Alms-Apotheke                                                                   |              |                                                  |
| 605  | Kleine Straße 2,3 / Ecke Mauerstr.9 (Karte)  | Wohnhaus                                                                        |              |                                                  |
| 606  | Mühlenstraße 5 (Karte)                       | Wohnhaus mit Portal                                                             |              |                                                  |
| 584  | Neubrandenburger Chaussee (auf dem Friedhof) | Grabstein der im Kapp-Putsch gefallenen Arbeiter                                |              |                                                  |
| 607  | Neubrandenburger Chaussee 5 (Karte)          | ehem. Wassermühle, östlicher Gebäudeteil                                        |              |                                                  |
| 609  | Speckstraße 13 (Karte)                       | Wohnhaus                                                                        |              |                                                  |
| 610  | Speckstraße 18 (Karte)                       | Wohnhaus                                                                        |              |                                                  |
| 612  | Speckstraße 22 (Karte)                       | Wohnhaus                                                                        |              |                                                  |
| 613  | Speckstraße 28 (Karte)                       | Wohnhaus                                                                        |              |                                                  |
| 615  | an der Speckstraße (Karte)                   | ehem. Fabrikgebäude (gegenüber Speckstraße 33)                                  |              |                                                  |
| 616  | an der Speckstraße                           | zum Wohnhaus umgebautes Wirtschaftsgebäude                                      |              |                                                  |
| 617  | Stavenhagener Straße 13 (Karte)              | ehem. Speicher (jetzt Gebrauchtmöbelbörse)                                      |              |                                                  |
| 618  | Stavenhagener Straße 14/15 (Karte)           | Wohnhaus (ehem. Molkerei)                                                       |              |                                                  |
| 619  | Turmstraße 13 (Karte)                        | Wohn- u. Geschäftshaus                                                          |              |                                                  |
| 621  | Turmstraße 25 (Karte)                        | Wohnhaus                                                                        |              | Wohnhaus                                         |
| 622  | Turmstraße 26 (Karte)                        | Wohnhaus                                                                        |              |                                                  |
| 623  | Turmstraße 27 (Karte)                        | Wohnhaus                                                                        |              |                                                  |
| 624  | Turmstraße 30 (Karte)                        | Wohnhaus                                                                        |              |                                                  |
| 625  | Turmstraße 34 (Karte)                        | Wohn- u. Geschäftshaus                                                          |              |                                                  |
| 626  | Turmstraße 35 (Karte)                        | Wohnhaus (ehem. Voßschule)                                                      |              |                                                  |
| 1171 | Turmstraße 37                                | Wandmalerei im Flur des Wohnhauses                                              |              |                                                  |
| 627  | Turmstraße 38 (Karte)                        | Wohnhaus                                                                        |              |                                                  |
| 628  | Turmstraße 41 (Karte)                        | Wohnhaus                                                                        |              |                                                  |
| 629  | Turmstraße 42 (Karte)                        | Wohnhaus                                                                        |              |                                                  |
| 630  | Turmstraße 50 (Karte)                        | Wohnhaus                                                                        |              |                                                  |
| 631  | Turmstraße 58 (Karte)                        | Wohnhaus                                                                        |              |                                                  |
| 633  | Voßstraße                                    | Backsteinspeicher (2 in der Tiefe aneinandergebaute rechtwinklige Gebäudeteile) |              |                                                  |
| 632  | Voßstraße 3 (Karte)                          | Wohnhaushälfte                                                                  |              |                                                  |
| 586  | Warener Chaussee, an der B 192               | sowjetischer Friedhof                                                           |              |                                                  |
| 635  | Warener Chaussee 58 (Karte)                  | Wohn- u. Geschäftshaus (ehem. Feuerwache)                                       |              | Wohn- u. Geschäftshaus (ehem. Feuerwache)        |
| 638  | Warener Straße 38 (Karte)                    | Wohn- u. Geschäftshaus                                                          |              |                                                  |
| 638  | Warener Straße 38                            | Speicher                                                                        |              |                                                  |
| 639  | Weberstraße 4 (Karte)                        | Wohnhaus                                                                        |              |                                                  |
| 641  | Weberstraße 8 (Karte)                        | Wohnhaus                                                                        |              |                                                  |
| 643  | Weberstraße 22 (Karte)                       | Wohnhaus                                                                        |              |                                                  |
| 644  | Wilhelm-Scharff-Allee 6                      | Wohnhaus                                                                        |              |                                                  |
| 645  | Wilhelm-Scharff-Allee 8 (Karte)              | Wohnhaus                                                                        |              |                                                  |
| 634  | Ziegelkamp 3 (Karte)                         | ehem Schmiede jetzt Wohnhaus                                                    |              |                                                  |

### Alt Rehse
| ID   | Lage                                     | Bezeichnung                                                   | Beschreibung | Bild              |
| ---- | ---------------------------------------- | ------------------------------------------------------------- | ------------ | ----------------- |
| 8    | Eschenhaus 10, 10a-10c                   | Wohnhaus mit                                                  |              |                   |
| 8    | Eschenhaus 10c                           | Nebengebäude                                                  |              |                   |
| 9    | Haus Sachsen-Anhalt 19/20                | Wohnhaus                                                      |              | Wohnhaus          |
| 10   | Haus Württemberg 21 / Haus Baden 22      | Wohnhaus                                                      |              | Wohnhaus          |
| 11   | Haus Westfalen 23                        | Wohnhaus                                                      |              |                   |
| 12   | Haus Schleswig-Holstein 24               | Wohnhaus                                                      |              |                   |
| 13   | Haus Hessen 25                           | Wohnhaus                                                      |              |                   |
| 14   | Haus Schlesien 26 / Haus Kurmark 27      | Wohnhaus                                                      |              |                   |
| 15   | Haus Sachsen 28                          | Wohnhaus                                                      |              |                   |
| 16   | Haus Bayern 29                           | Wohnhaus                                                      |              |                   |
| 17   | Haus Pommern 30                          | Wohnhaus mit                                                  |              |                   |
| 17   | Haus Pommern 30                          | Nebengebäude                                                  |              |                   |
| 18   | Haus Leipzig 31 / Haus Dresden 32        | Wohnhaus                                                      |              | Wohnhaus          |
| 19   | Haus Berlin 34                           | Wohnhaus                                                      |              | Wohnhaus          |
| 20   | Haus Niedersachsen 35                    | Wohnhaus                                                      |              |                   |
| 22   | Haus Rheinland 37                        | Wohnhaus                                                      |              |                   |
| 23   | Haus München 38                          | Wohnhaus                                                      |              |                   |
| 24   | Haus Hamburg 39                          | Wohnhaus                                                      |              |                   |
| 25   | Haus Kurhessen 40                        | Wohnhaus                                                      |              |                   |
| 26   | Dorfgemeinschaftshaus 41                 | Dorfkrug mit                                                  |              | Dorfkrug mit      |
| 26   | Dorfgemeinschaftshaus 41                 | Fachwerknebengebäude                                          |              |                   |
| 27   | Haus Mecklenburg 42                      | Wohnhaus mit                                                  |              | Wohnhaus mit      |
| 27   | Haus Mecklenburg 42                      | Fachwerknebengebäude                                          |              |                   |
| 28   | ehemalige Gutsanlage                     | Backsteinspeicher                                             |              | Backsteinspeicher |
| 29   | Dorfstraße (westlich der Schmiede)       | Holzscheune                                                   |              |                   |
| 30   | westl d.Friedhofes                       | Kriegerdenkmal 1914/1918                                      |              |                   |
| 31   | Dorfstraße                               | Schmiede                                                      |              |                   |
| 32   | Schlosspark 1                            | Kaserne (ehemaliges NS-Schulungszentrum) mit                  |              |                   |
| 32   | Schlosspark 1                            | Villa Lichtenstein,                                           |              |                   |
| 32   | Schlosspark 1                            | Allee,                                                        |              |                   |
| 32   | Schlosspark 1                            | Landschaftspark,                                              |              |                   |
| 32   | Schlosspark 1                            | Wachgebäude,                                                  |              | Wachgebäude,      |
| 32   | Schlosspark 1                            | Fachwerkgebäude (Haus 6),                                     |              |                   |
| 32   | Schlosspark 1                            | Fachwerkgebäude (Haus 7),                                     |              |                   |
| 32   | Schlosspark 1                            | Fachwerkgebäude (Haus 8; ehem. Sporthalle),                   |              |                   |
| 32   | Schlosspark 1                            | Fachwerkgebäude (Haus 9),                                     |              |                   |
| 32   | Schlosspark 1                            | Fachwerkgebäude (Haus 10),                                    |              |                   |
| 32   | Schlosspark 1                            | Fachwerkgebäude (Haus 13, ehem. Heizhaus),                    |              |                   |
| 32   | Schlosspark 1                            | Fachwerkgebäude (Haus 14; Saal),                              |              |                   |
| 32   | Schlosspark 1                            | Fachwerkgebäude (Haus 16),                                    |              |                   |
| 32   | Schlosspark 1                            | Fachwerkgebäude (Haus 17),                                    |              |                   |
| 32   | Schlosspark 1                            | Putzbau 1,                                                    |              |                   |
| 32   | Schlosspark 1                            | Putzbau 2,                                                    |              |                   |
| 32   | Schlosspark 1                            | Putzbau 3,                                                    |              |                   |
| 32   | Schlosspark 1                            | Putzbau 4 und                                                 |              |                   |
| 32   | Schlosspark 1                            | Aufmarschplatz (Sportplatz) mit Freitreppe und Rednertribüne, |              |                   |
| 33   | Kirche 5 (Karte)                         | Kirche                                                        |              | Weitere Bilder    |
| 1157 | Gemeindestraße von Alt Rehse nach Mallin | Kopfsteinpflasterstraße                                       |              |                   |

### Ave
| ID | Lage                            | Bezeichnung                                        | Beschreibung | Bild           |
| -- | ------------------------------- | -------------------------------------------------- | ------------ | -------------- |
| 64 | An den Höfen 4                  | Wohnhaus mit                                       |              |                |
| 64 | An den Höfen 4                  | Wirtschaftsgebäude (ehem. Bauernhof Pasucha)       |              |                |
| 65 | Mollenstorfer Straße 16 (Karte) | ehem. Gutshaus                                     |              | ehem. Gutshaus |
| 66 | Mollenstorfer Straße 12 (Karte) | nördliches Wirtschaftsgebäude der ehem. Gutsanlage |              |                |

### Carlstein
| ID  | Lage              | Bezeichnung        | Beschreibung | Bild |
| --- | ----------------- | ------------------ | ------------ | ---- |
| 105 | Carlstein 3/5/7   | Wohnhaus           |              |      |
| 106 | Carlstein 20      | Wirtschaftsgebäude |              |      |
| 107 | Carlstein 8/10/12 | Wohnhaus mit       |              |      |
| 107 | Carlstein 8       | Nebengebäude       |              |      |

### Groß Flotow
| ID  | Lage                                  | Bezeichnung                                                        | Beschreibung | Bild                             |
| --- | ------------------------------------- | ------------------------------------------------------------------ | ------------ | -------------------------------- |
| 172 | Am Reitplatz 10                       | Friedhofsmauer mit östlichem Friedhofstor                          |              |                                  |
| 173 | Am Reitplatz 10 (Karte)               | Kirche                                                             |              | Weitere Bilder                   |
| 168 | Gutshof 1                             | Backsteinspeicher der ehem. Gutsanlage                             |              |                                  |
| 170 | Gutshof 1 (Karte)                     | Torhaus der ehem. Gutsanlage mit                                   |              | Torhaus der ehem. Gutsanlage mit |
| 170 | Gutshof 1 (Karte)                     | Seitengebäuden                                                     |              |                                  |
| 174 | Kastanienallee (Karte)                | Straßenpflasterung vom westlich. Ortsausgang bis nach Klein Flotow |              |                                  |
| 169 | Kastanienallee / Ecke Voßfelder Allee | Schwengelpumpe                                                     |              |                                  |
| 171 | Kastanienallee 2                      | Wirtschaftsgebäude (nördlich der Kirche)                           |              |                                  |

### Groß Lukow
| ID  | Lage                               | Bezeichnung                                                 | Beschreibung | Bild           |
| --- | ---------------------------------- | ----------------------------------------------------------- | ------------ | -------------- |
| 187 | Zum Pfarrhaus 6 (Karte)            | Kirche mit                                                  |              | Weitere Bilder |
| 187 | Zum Pfarrhaus 6 (auf dem Friedhof) | Grabstein für E.A. Boldt (an der Nordseite des Kirchturmes) |              |                |

### Groß Vielen
| ID  | Lage                                       | Bezeichnung                                            | Beschreibung | Bild           |
| --- | ------------------------------------------ | ------------------------------------------------------ | ------------ | -------------- |
| 208 | Hans-Beimler-Str. 8A-8D (Karte)            | Landarbeiterhaus                                       |              |                |
| 213 | Klein Vielener Straße 3 (Friedhof) (Karte) | Kirche                                                 |              | Weitere Bilder |
| 209 | Klein Vielener Straße 3                    | Kriegerdenkmal 1914/1918 (vor dem Westturm der Kirche) |              |                |
| 210 | Klein Vielener Straße 3 (Friedhof)         | Mausoleum der Fam. Wenkenstern                         |              |                |
| 211 | Klein Vielener Straße 3 (Friedhof)         | Friedhofsmauer mit westlichem Friedhofstor             |              |                |
| 212 | Klein Vielener Straße 13 (Karte)           | Gutsanlage mit Gutshaus                                |              |                |
| 212 | Klein Vielener Straße 13 (Karte)           | Torhaus                                                |              | Torhaus        |
| 212 | Klein Vielener Straße 13                   | Gartenlaube                                            |              |                |
| 212 | Klein Vielener Straße 13 (Karte)           | Parkanlage                                             |              |                |

### Klein Flotow
| ID  | Lage           | Bezeichnung  | Beschreibung | Bild |
| --- | -------------- | ------------ | ------------ | ---- |
| 282 | Klein Flotow 1 | Wohnhaus mit |              |      |
| 282 | Klein Flotow 1 | Nebengebäude |              |      |
| 283 | Klein Flotow 3 | Wohnhaus     |              |      |

### Klein Lukow
| ID  | Lage             | Bezeichnung                                                   | Beschreibung | Bild |
| --- | ---------------- | ------------------------------------------------------------- | ------------ | ---- |
| 286 | Am Dorfplatz     | Gutshof mit Einfriedung auf der Nordwest/Südwestseite         |              |      |
| 286 | Am Dorfplatz 1   | erstes Wirtschaftsgebäude (seitlich der Zufahrt zum Gutshof)  |              |      |
| 286 | Am Dorfplatz 15  | zweites Wirtschaftsgebäude (seitlich der Zufahrt zum Gutshof) |              |      |
| 286 | Am Dorfplatz 7/8 | Wirtschaftsgebäude (auf der Ostseite)                         |              |      |
| 286 | Am Dorfplatz     | Landschaftspark                                               |              |      |
| 285 |                  | Wohnhaus                                                      |              |      |

### Lübkow
| ID  | Lage                      | Bezeichnung              | Beschreibung | Bild                     |
| --- | ------------------------- | ------------------------ | ------------ | ------------------------ |
| 357 | An der Dorfstraße (Karte) | Kriegerdenkmal 1914/1918 |              | Kriegerdenkmal 1914/1918 |
| 358 | Friedhof (Karte)          | Kirche                   |              | Weitere Bilder           |

### Mallin
| ID   | Lage                   | Bezeichnung                           | Beschreibung | Bild           |
| ---- | ---------------------- | ------------------------------------- | --- | -------------- |
| 494  | auf dem Friedhof       | Grabstätte der Fam. v Hauff           | |                |
| 496  | Dorfstraße (Karte)     | Kirche                                | | Weitere Bilder |
| 495  | Schlossallee 3 (Karte) | Gutshaus (Schloss) mit                | Neobarockes/Neorenaissances 2-gesch., 11-achs., sanierter, differenzierter Putzbau von 1871 mit zwei 4-gesch. Türmchen, hohem Sockelgeschoss und mehreren Giebeln, nach 1945 Wohnhaus, Kindergarten, Atelier und Gaststätte; Gut u. a. der Familien von Maltzan (ab 15. Jh. bis 1857), Carl Ludwig Baron von Hauff (1869–1917). |                |
| 495  | Schlossallee 3         | Reste des ehem. Landschaftsparkes     | |                |
| 1157 | Flur 1; Flurstück 51   | Kopfsteinpflasterstraße von Alt Rehse | |                |

### Marihn
| ID  | Lage                      | Bezeichnung                                                            | Beschreibung | Bild           |
| --- | ------------------------- | ---------------------------------------------------------------------- | ------------ | -------------- |
| 498 |                           | Friedhofsmauer mit                                                     |              |                |
| 498 |                           | Westportal                                                             |              |                |
| 500 | (Karte)                   | Kirche                                                                 |              | Weitere Bilder |
| 499 | Flotower Straße 1 (Karte) | Gutshaus mit                                                           |              | Weitere Bilder |
| 499 | Flotower Straße 1 (Karte) | Reste des Landschaftsparkes                                            |              |                |
| 499 | Hofstraße 2/3 (Karte)     | Verwalterhaus                                                          |              | Verwalterhaus  |
| 499 | Hofstraße 5 (Karte)       | Speicher                                                               |              | Speicher       |
| 501 | Straße nach Groß Flotow   | Straßenpflasterung zwischen Marihn Groß Flotow (550 m vor Groß Flotow) |              |                |

### Mollenstorf
| ID  | Lage                                    | Bezeichnung                                  | Beschreibung | Bild           |
| --- | --------------------------------------- | -------------------------------------------- | --- | -------------- |
| 538 | Am Teich 6/7 (Karte)                    | Wohnhaus                                     | |                |
| 539 | Am Teich (Flurstücke 30 und 31) (Karte) | Gutsanlage mit Wirtschaftsgebäude (von 1897) | 2-gesch., 17-achs. wuchtiger Putzbau von um 1880 mit Mittelrisalit und zwei Seitenrisaliten, nach 1945 Wohnhaus; Gut u. a. der Familien Bardenfleth (bis 1548), Johann von Lucka (mecklenburgischer Kanzler), von Below, von Holstein, von Kahlden, von Bibow (bis 1764) und von Gundlach (bis 1945). | Weitere Bilder |
| 539 | Am Park                                 | Transformatorenhaus (von 1921)               | |                |
| 539 | Park                                    | Resten eines Parks                           | |                |
| 536 | Zum Rillenstein 6/7 (Karte)             | Wohnhaus mit                                 | |                |
| 536 | Zum Rillenstein 6/7                     | rückwärtiges Nebengebäude                    | |                |
| 537 | Zum Rillenstein 12/13 (Karte)           | Wohnhaus                                     | |                |
| 540 | Zum Rillenstein 15 (Karte)              | Kirche                                       | | Weitere Bilder |
| 540 | Zum Rillenstein 15 (Karte)              | hölzerner Glockenstuhl u. Glocke             | | Weitere Bilder |

### Neuhof
| ID  | Lage              | Bezeichnung | Beschreibung | Bild |
| --- | ----------------- | ----------- | ------------ | ---- |
| 556 | Neuhof 17 (Karte) | Gutshaus    |              |      |

### Passentin
| ID  | Lage                             | Bezeichnung                      | Beschreibung | Bild                             |
| --- | -------------------------------- | -------------------------------- | ------------ | -------------------------------- |
| 568 | auf dem Friedhofsgelände (Karte) | Kirche mit                       |              | Weitere Bilder                   |
| 568 | auf dem Friedhofsgelände (Karte) | hölzerner Glockenstuhl u. Glocke |              | hölzerner Glockenstuhl u. Glocke |

### Werder
| ID   | Lage       | Bezeichnung                          | Beschreibung | Bild |
| ---- | ---------- | ------------------------------------ | ------------ | ---- |
| 1107 | Tempelberg | Grabpyramide des Joseph von Maltzahn |              |      |

### Wustrow
| ID   | Lage                        | Bezeichnung        | Beschreibung | Bild |
| ---- | --------------------------- | ------------------ | ------------ | ---- |
| 1121 | Mühlendamm 12/13/14 (Karte) | Landarbeiterhaus   |              |      |
| 1122 | Penzliner Damm              | Wirtschaftsgebäude |              |      |

### Zahren
| ID   | Lage                          | Bezeichnung                      | Beschreibung | Bild                             |
| ---- | ----------------------------- | -------------------------------- | ------------ | -------------------------------- |
| 1124 | Am See 5 (Karte)              | Gutsanlage mit Gutshaus          |              | Gutsanlage mit Gutshaus          |
| 1124 | Am See 7                      | 1. Wirtschaftsgebäude            |              |                                  |
| 1124 | Am See 6                      | 2. Wirtschaftsgebäude            |              |                                  |
| 1124 | Am See                        | Resten d. ehem. Landschaftsparks |              |                                  |
| 1125 | Hartwigsdorfer Weg 12 (Karte) | Kirche mit                       |              | Weitere Bilder                   |
| 1125 | Hartwigsdorfer Weg 12 (Karte) | hölzernem Glockenstuhl u. Glocke |              | hölzernem Glockenstuhl u. Glocke |
| 1123 | Hartwigsdorfer Weg 23         | Spielschule des ehem. Gutes      |              |                                  |

## Quelle
- Karte der Baudenkmale im Geoportal des Landkreises